# サバイバル
サバイバル（英語：survival）とは、困難な状況下や危険な状況下で生き続けること。典型的には、事故・試練・困難な環境などのもとで、生き続けたり存在し続けること。

## 概要
危機的な状況というのは、一般には、人命にかかわるような事故、災害、遭難などを指している。たとえば乗り物の大事故、火災、建物が崩壊するような事故、地震、津波、山岳遭難、海洋遭難などをさしている。
なお軍隊では、主に補給がすっかり途絶えた場合でも兵士が生き延びて帰還することをサバイバルといっている。
困難な状況でも生き残るために大切なことは、冷静になり現状を知り的確な行動を選ぶことである。逆に最もすべきではないことは、パニックに陥ったり、本能の赴くまま直情的に行動することである。
生き残るためのスキルを英語ではサバイバル・スキルといい、日本語ではサバイバル術などという。英語圏では困難な状況で生き残った人をサバイバーと呼ぶこともある。
過去に起きたサバイバル体験の中には、記録が残されているものもある。実際に生き延びた人がもたらす記録には貴重な情報が多数含まれており、実際に類似の状況に陥った場合は、記録を読んでノウハウを知っていたおかげで助かるという場合もある。→#実際のサバイバル状況を扱った記録
なおサバイバルはフィクション類（小説や映画、ドラマ等）の題材としても人気がある。ただしフィクションは本当にサバイバルしなければならない状況ではあまり参考にはならない。

## サバイバルに必要とされること
必要なことは、基本的なセオリーはあるといえばあるが、事故、災害、遭難などの種類ごとに異なる。
たとえば爆発事故などの場合は、一般論としては、まず爆発している物からできるだけ遠ざかる、逃げるということが最優先になる（爆発事故の場合は逃げることが先決であり、とりあえずほかのことは考えなくてよい）。
このように各状況によって必要なことや優先順位は異なるが、次の節以降で、生き延びるために必要な基本要素、基本的なセオリーを一般論を中心に説明してゆく。

## サバイバルに必要な物質・物資
呼吸・水分・食物の順に重要性を説いた「3・3・3の法則（“3分・3日・3週間”の略）」というものがある。この時間を超えると人間が生存できる可能性が低くなる。また、3・3・3の法則に体温異常が3時間以上続くと人間が生存できる可能性が低くなるということを加え「3の法則( “3分・3時間・3日・3週間”の4つ ) 」というものもある。つまり空気、水、食料が必要ということである。

### 空気
呼吸に必要な空気（酸素）が絶たれれば4〜5分後には気を失い、まもなく死に至るので、まず安全な空気を確保することが大切だとされている。
火災の場合
（多くの人々は普段は空気のことをあまり意識していないが）火災に遭遇した場合は特に安全な空気の確保が必要となる。特に一酸化炭素には注意が必要であり、火災では建築材料が不完全燃焼を起こし一酸化炭素が大量に発生する。一酸化炭素が混じっている空気を吸うと一酸化炭素中毒を起こし死に直結するので絶対に吸い込まないようにしなければならない。しかも一酸化炭素は無色・無臭で、気づかないうちに吸い込んでしまいがちなので要注意なのである。一酸化炭素はヘモグロビンと強力に結びつき、ヘモグロビンの酸素運搬能力を奪ってしまい、全身が急激に酸欠状態に陥る。火災事故の死亡原因としては火傷に次ぐ2番目の死亡原因になっている。一酸化炭素濃度が0.5%〜1%程度でも1分ほどで気を失う。一酸化炭素濃度がもっと高い場合は、わずか数呼吸ほどで（つまりわずか数回ほど吸い込むだけで）体内の酸素が奪われてゆき、脳の神経組織（シナプス）の活動に必要な酸素も奪われ、すぐに昏倒し（つまり昏睡状態、気を失った状態になり、倒れ）、しばらくするうちに死亡する。
なお、たとえ気を失った状態で運良く発見され救出されても、ほとんどの場合は助からず、病院で死亡判定を受けることになってしまう。一酸化炭素中毒は一酸化炭素を吸った後に普通の空気を吸ったからといってすぐには回復しない。一酸化炭素はそれほど強固にヘモグロビンと結合してしまう。たとえ「命だけは助かった」などと報じられる場合も、たいていは深刻な後遺症が残ったり（たとえば言語障害で「ウー」「アー」などの声しか出せなくなったり）、しばしば「植物状態」になり、全く無反応で自力で食べることも排泄することもできなくなる。したがって、一酸化炭素を吸い込むことは絶対に避けなければならない。
建物内で火災に遭遇し、自分がいる部屋にまで煙が入ってきた場合は、できるだけ姿勢を低くすることで安全な空気を吸うようにする必要がある。火災で発生した煙や有害ガスは空気よりも軽い傾向があり、まず部屋の上部で煙が広がり、その煙の層が次第に厚くなり、下へ下へと迫ってくることになる。一酸化炭素も比重が原因でまずは部屋の天井付近に漂い、量が増えるに従い次第に層が厚くなり、下へ下へと降りてくる。煙・有毒ガスの層が降りてくる前に、退避行動をとり、建物の外に脱出する。
もし煙が頭部の高さまで迫ってきたら、できるだけ「かがむ」姿勢をとり、煙を絶対に吸い込まないようにする。かがんだ姿勢のまま退避行動を続ける。
もしかがんだ姿勢でも頭部に煙が近づくくらいに煙の層が降りてきたら、いわゆる「四つん這い」になって頭部を床から数十センチの高さにして安全な空気を確保する必要がある。もしその状況に追い込まれたら、四つん這いの姿勢のままで退避行動を続け、脱出口を探す。途中、ドアなどがあって開ける必要がある場合は、頭の位置は下げたまま、腕だけをノブに伸ばし開けるくらいの工夫が必要となる。さらに煙が降りてきて高さ40cmや30cmほど以下になったら「四つん這い」でも煙を吸ってしまう。そういう追い詰められた状況でも、部屋の隅（つまり床と壁の境目あたり）にはわずかに吸える空気が残っている可能性がある。生き延びるためには部屋の床の隅に顔を近づけるようにして息を吸い、息を止めて「四つん這い」で避難行動を続け、「息が苦しくなったらまた部屋の床の隅に顔を近づけ息を吸い、また四つん這いで避難行動を続ける」を繰り返す。
火災に気づいた時に（自分が2階にいたら、2階程度なら1階に飛び降りるという手もあるが）自分が3階以上にいたら飛び降りることは基本的に無理なので階段で1階に逃げることになる。ところが火災が起きたのが1階の場合、煙が階段（非常階段ではなく非常扉が無い階段）を煙突のようにして昇ってきてしまっている場合がある。そうなっている場合も姿勢を低くして階段を降りるわけだが、階段の場合も煙の層が低く降りてきた場合は、階段の各「踏み面」の付近にわずかに吸える空気が残っている場合があるので、諦めず階段の「踏み面」に顔を近づけて息を吸い、息を止めて階段を降り続け、息が苦しくなったらまた「踏み面」に顔を近づけて息を吸い、また息を止めて階段を降り…を繰り返して脱出する。
- 一階で火災が発生した場合の煙の広がり方。火災に気づいた時に3階以上にいた場合、避難したくて階段へ向かっても、煙は階段を一種の煙突にして昇ってくる。
- 煙が低くなって吸いこんでしまいそうになったら、『階段の《踏み面》に顔を近づけて息を吸い、息を止め、姿勢を低くしたまま階段を降りる』を何度も繰り返して1階まで降り、脱出する。
- 煙や一酸化炭素を吸い込まないように気をつける。

その他
サバイバルのために風雨をしのいだり体温を保つためにテント類や洞穴類などをシェルターとして使う場合も、やはり安全な空気の確保には留意しなければならない。閉ざされた空間で調理のために火を使うと一酸化中毒を引き起こす可能性があるので調理はテントの外で行うことが望ましい。テントの説明書には「一酸化炭素中毒の危険があるので、テント内では火は使わないでください。」などと通常は書かれている。もしも土砂降りの雨の時などやむをえない場合は、テントの窓を十分に開けて換気を確保しておいて調理を行うべきである。

### 水
人間は水を飲めなければ3〜4日で死亡するとされている。
成人男子は1日1リットル以上（健康に、身体活動するためには2リットル以上）の水を一般的には必要とするので、生き残るためにはそのような量を目安に日々、水を確保する必要がある。
山岳で遭難した場合
山岳で遭難した場合は、持参した水が尽きれば、山中で水を探すことになる。通常、登山者の場合、700ml〜1L程度の容量の水筒をリュック（アタック・ザック）の中に持参していたり、あるいは500ml程度のペットボトルを水筒がわりにして、1〜2本程度持ち歩いているということが一般的である。そして登山のガイドブックや山の地図などにいわゆる「水場」と表記されている場所（湧き水ポイントや山小屋の水道など）で随時水を入れては移動を続けるということを繰り返している。ところが遭難したとたんに、通常の水補給が出来なくなることになる。
たとえば軽度の滑落事故によって脚を骨折してしまった場合などは、とたんに水場に歩いてゆくことができなくなる。持っている水筒の中の水で水分補給をすることになるが、残量が500mlほどあっても、普段のペースで飲んでしまっては半日もすれば水が尽きてしまうことになる。つまり、歩けない場合は特に用心して、普段より相当に少なめに飲まなければならない。残量が少なければ「口を湿らせる」という程度に留め、救助が到着するまで、ともかく渇きに苦しまずに生き延びることを第一に考える。
「単に道を見失った」ような遭難の場合は、まだ歩けるので（日本なら水が比較的豊富なので）付近に沢があれば沢の水を水筒に汲んで大切に使う。沢が見当たらない場合でも（日本くらい水が豊富な国ならば、の話ではあるが）、山の斜面を注意深く観察すると、岩肌の苔などから「水のしずく」がポタ…ポタ…と垂れ落ちているような場所はそれなりにあるので、そうした「しずく」を時間をかけて水筒で集めることで飲み水を確保することが一応できる。夏山の場合、高山の場合ならば「残雪」があちこちに残っていることもあるので、もしそれが見つかったらそれを溶かして飲むという方法もある。
冬山で遭難した場合は、水分を得るために雪や氷をむやみに口にしてはいけない。体を冷やしてしまい、下痢によって脱水症状を起こすほか、身体は体温を保とうと勝手に余計にカロリーを消耗し、かえって死亡率が高くなる。燃料があれば弱火で温めて溶かして飲む（燃料の残量にも注意が必要）。もし黒いもの（たとえば黒いビニールなど）を持っているなら、天気がよければ、直射日光の当たる場所に「黒いもの」を置いて（その上にカップを置き、雪や氷を入れて）溶かすことができることもある。燃料もなく、黒いものもない場合は、しかたないので口で少量だけ溶かして飲むか、手足で温めるなどして溶かして飲む（ただし凍傷に注意）。やむなく雪や氷を口にする場合は、極力少しずつにする。
- 歩ける場合は沢を探して水を汲む方法がある。
- 山の水の例

海洋遭難の場合
海難事故の場合は大きな困難に直面する。海洋で遭難し救命いかだ（ラフト）や救命艇に逃げ込んだ場合、規則上は一応、少しの水は装備されている、ということになっている。その量は「（ラフトの）定員ひとりあたり3リットル」である。したがって、普段の感覚で水を飲んでしまうと、ラフトの水はわずか3日（あるいは不用心な飲み方をすると、わずか1.5日程度）で尽きてしまう。したがって、海難事故でラフトに逃げ込んだ場合は、用心して水は少なめに飲んだほうがよいということになる。
なお、たとえ真水が切れたたとしても、海水は飲んではならない。飲むと、身体は塩分を尿として体外に排泄しようとし、飲んだ海水の量よりも更に多くの水を必要とするためである。かえって強烈な「渇き」に襲われる。体内の塩分濃度が高まると露骨に「気持ちが悪く」なる。「水分を摂取しなければ必ず死に至る」と主観的には思えるような極限状況でもまた「1日数百ミリリットルに限ってなら海水を飲んで良い、と言って欲しい」と言っても、飲んで数十分もすると体内の塩分濃度が増し、本人もすぐに自覚できるほど異常な体調になり、結局、死を早めてしまう。大洋での海洋遭難でラフトに逃げ込んだ時のサバイバルは、「水」についても、本当に過酷なものとなる。眼の前に大海原が広がっていて、つまり大量の水が触れられる位置にあり、無限にあるかのように感じられるのに、その水をまったく飲むことができないからである。精神的に非常にキツいのである。なお、ヨットレースで仲間とともに遭難しラフトで仲間が次々と死んでゆく状態を記録した佐野三治の『たった一人の生還』（当記事の末尾でも紹介）にもそのあたりの過酷さは書かれている。
なお飲料水が無くなってしまった状態では、雨は「命を救ってくれるもの」であり、ラフトの屋根（テント部分）に降った雨を（容器などに）集めて飲むことができる。雨水は飲むことができるのである。
なお尿や血液も海水同様に塩分濃度が高いので、生き延びようと思うなら飲んではならない。
乾燥地帯の場合
（日本国外の話だが）たとえば乾燥地帯の広大な土地で（たとえば独りで冒険をしていて）、携行している水が尽きた場合に水を見つける方法についても解説する。
まず周囲の数キロメートル程度の地形をよく観察し、比較的高い場所（たとえば丘や山の状態になっている場所）と、反対に比較的低い場所（たとえば窪地や谷状になっている場所）を見分ける。それができたら低い場所へ移動し、「水が流れた痕跡」を探す。たとえ乾燥地帯であっても、まれに雨が降る時期には地表を雨が流れるからである。もし「水が流れた痕跡」があったら、その痕跡を、低い方向へとたどる。
低い場所にたどり着いたら、そこから先はいくつかのパターンがあるが、ひとつは小動物が生息している地帯なら（乾燥地帯でもしばしば動物が生息している）、地面をじっくりと観察し、動物の「足跡」が見えた場合は、それを低いほうへと辿ってゆくと動物の「水場」になっている場所が見つかることがある。もし運良く動物の水場を見つけられたら、その水をコップでもペットボトルでもよいので汲んで（もし金属製コップやコッヘルがあればそれに入れ、火も起こして）一度沸騰させてから飲む（動物の水場の水をもらう場合は、感染症には気をつける必要があり、基本的に煮沸してから飲む。もし湯をわかす道具が無い場合でやむをえずそのまま飲む場合には、感染症になるかならないかは一種の「賭け」になってしまうのでリスクがあることは自覚しなければならない）。動物の足跡が全く無い地帯であっても、一番低い場所にたどり着くと、小さな「水溜り」が見つかることもある。見つかったら、念のため可能ならば沸騰させてから飲めばよい。
もうひとつのパターンは、「水の流れた痕跡」を辿って最も低いだろうと思われる場所までたどりついても、「動物の水場」も「水溜り」も見つからないパターンである。その場合は、その低い場所の地面の色を注意深くじっくりと観察する。土地（地面）にはわずかに水が含まれており、水の割合で地面の色が微妙に、かすかに異なっており、水分が比較的多い地面は色が比較的濃いことが多い。土に含まれる水分が比較的多そうな場所が色で判別したら、そこで地面を掘る。もし小さなスコップを持参していればそれで掘ればよいが通常はそういうものは持っていないものであるので、もし金属製コップ（やコッヘル）があればそれで掘る。コップ類も無ければ、素手で掘る。かなり大変な作業ではあるが、頑張って50〜60センチほど掘ると、明らかに土の色が濃く、黒っぽくなってくる。これは土が含む水分が増えている証拠である。掘る作業を続けていると、（深さは決まっておらず、運が良いと60センチほどかも知れず、運が悪いと1メートルや1.5メートルほどになってしまうかも知れないが）やがて掘った穴の中に、直径数センチほどの大きさの、とても小さな「水溜り」が出現するようになる。そうなったら布類（たとえば自分のシャツのすそ、端でよい）を掘った穴の底のわずかな水にひたし、濡れた布を「しゃぶる」。「布を水にひたして、しゃぶる」を何度も何度も繰り返すと水分が補給できる。掘った穴の水の場合は、通常比較的きれいなので、沸騰させずに飲んで良い。
なお、蒸留という手法、一種の「装置」を組立てる高度なテクニックだが、浅い穴を掘って、中央に水を蓄えるコップなどの小さな容器を置き、その周囲に海水や泥水等の飲用に適さない水を入れ、穴に光を通す薄いビニールで覆ってしまい、そのビニールシートの中心（コップの真上）に小石を置いて、中心部が最も低くなるようにしておく、という方法もある。穴の中は太陽熱などで水が蒸発して湿度が高くなり、ビニールの表面で大気によって冷やされ、水滴となってコップに溜まる。この方法で、草木の汁や朝露などを蒸留することも一応は可能である。
- 動物の水場の例。
- 動物の水場の例。
- 乾燥した地域でも、低い土地へと移動してから地面に穴を掘れば水が出てくる可能性が高い。
- 自作する蒸留装置の構造図

他の一般的な考慮点
体温が上昇すると、発汗が起き、大量の水を必要とするので、直射日光を避け日陰に退避したり、身体を動かす量を減らすということも、必要な水の量を減らす効果がある。
また食物を取ると消化のために水分を必要とするため、食事の量を抑えると水の消費量も減る。水が乏しい場合には、食事の量にも注意する。

### 食料
人間はいくら水が豊富に飲めても、それ以外の食物を何も口にしていないと、概ね3週間 - 1か月で死ぬ。
山岳遭難の場合
山岳遭難の場合、いくつかのパターンがあるが、たとえば山中で荒天になり、下山を目指して歩き続けたり、あるいはあらかじめ場所が分かっている（特に予約を入れてある）山小屋にたどり着くために歩き続けたりする場合は、持参した携行食（キャンディー、チョコレート、おにぎりなど）を随時食べて、歩き続けるためのエネルギーを補給する。歩き続けるためには糖質（炭水化物）が望ましい。特に尾根を歩いていて強風に吹かれている状態では体温も低下しがちなので、低体温症を防止し体温をあげるためにも糖質を補給する。
たとえば滑落などで脚を骨折して歩けなくなり周囲に人もいない場合、さらにいくつかのパターンに分かれる。
もしたまたま電波が届く場所で携帯・スマホなどで自力で「救助要請」をできた場合は、自分の現在地を自分で説明できるので、2日〜数日程度で救助隊が自分を見つけてくれる可能性は高いので、食料が無いことで死んでしまうことはまず無いが、この場合は、より高い確率で生き延びられ、かつ救助を待つ間、空腹感で悩まされないように工夫する。まず携行食の残量をよく確認する。ほかに調理して食べる予定だった食料（米・麺類・レトルト食品・缶詰など）がリュックに入っていれば、その残量も確認する。そして、もし3〜4日のうちに自分を救助隊に発見してもらえそうなら、食料をその日数で割り、1日あたり食べて良い量を計算する。ただし近づきにくい地形だったり樹木が多かったりすると救助隊が自分をうまく発見できない場合も多いし、天候悪化で救助活動が一時延期になる場合もあるので、発見されるのがさらに数日伸びる可能性も考えたほうがよい。食料の残量が十分にあればあまり問題はなく、残量が少ない場合はよくよく考える必要がある。たとえば手元に残っているのが「キャンディー5個だけ」という状態なら、まずは1日あたりキャンディー1個だけで我慢しておいたほうがよい。もし「おにぎり1個、および、キャンディー5個」ならば、傷みやすいおにぎりのほうを1日目に食べ、2日目以降にキャンディーを1日あたり1個ずつ舐める。そして3日目でも救助が来ないようなら、念のためにさらに食料の消費量も減らす。たとえばこの例なら「2日あたりでキャンディー1個」（1日あたりでキャンディー半個）に減らす。実際、山で遭難してサバイバルに成功した人は、『キャンディーを舐める場合も、1個まるまるは舐めず、少し舐めて口から取り出しビニール包装に戻して、翌日以降も「取り出して、少し舐めて、包装に戻し」を繰り返してしのいだ』というようなケースもある。
特に食料が問題になる場合は、電波が届かない場所で歩けなくなり、携帯が通じず救助要請が出せなかった場合である。長期戦を覚悟しなければならないからである。なぜかというと、家族・友人・同僚などがいる人ならば、数日後に遭難の可能性に気づいてくれて捜索願いを出してくれることを期待しつつじっと待つわけだが、たとえ家族・友人・同僚が捜索願いを出してくれても、登山口で「入山届け」を提出しておらずさらに自分が入る山を誰にも伝えていないとそもそもいつまでたっても発見してもらえない可能性が高いのでほぼ間違いなく長期戦になるし、たまたま入山した山を特定してもらえた場合でも登山ルートを推定してもらうのは困難で、運良く実際に自分が辿ったルートを推定してもらえた場合でも、その次に、実際に捜索が開始されるまでにまた日数がかかり、ルートも断定できず具体的な場所が分からないまま捜索隊が山に入っても見つけることは非常に困難なので、発見までに数週間〜1か月ほどかかってしまうことはザラにあるからである。つまり自力で救助要請を出せなかった場合は、相当の長期戦を覚悟しなければならず、この場合に食料の問題がかなり深刻になってくる。できるだけ1日あたりの消費量を抑え、長く生き延びられるようにし、発見してもらえる可能性を残す。
海洋遭難の場合
海洋遭難の場合、イパーブのスイッチを入れるか、（あるいは自動起動タイプなら）海中に投げ込むことで救援要請をする。救命いかだ（ラフト）に逃げ込むわけだが、ラフトの中にある「緊急時のボックス（箱）」の中に若干の食料も入っている。なお食料を失ってはいけないので、荒天でラフトに逃げ込む時は、うっかりこの箱を波にさらわれないようにすることが重要である。
避難時に、イパーブのスイッチを入れることができ、それがきちんと作動していれば、数日程度で救助が来てくれる可能性は高い。とりあえず数日間はボックスに入っている非常食でしのぐことになる。安全を考慮するなら発見されるまで日数が伸びるような、悪いほうの事態も想定しておいて（たとえば１週間程度を想定してみて）、食料の量を確認し、ラフトに逃げ込んだ人の人数およびその日数で割り算をして、一日一人あたり食べてよい量を算出すればよい。
イパーブのスイッチをうまく入れられなかった場合は深刻な事態となる。救援が来ない状態で漂流しつづけなければならない。
数日〜1週間もすると、ラフトの緊急ボックスの中の非常食は尽きてしまう。そこからが大変なことになる。
ほとんどの人は、1週間もタンパク質をとっていないと「自分の体に明らかにタンパク質が不足している」という感覚に漠然と苦しめられるようになる。タンパク質やアミノ酸は人体を構成する必須要素であり、（緊急時に3〜4日タンパク質が無いことくらいは一応大丈夫なように身体はできているが）基本的には摂取しつづけないと細胞レベルで支障を生じ、細胞レベルで脳に対して「メッセージ物質」（タンパク質をとれ！と脳に指令を出す物質）を放出するようになるからである。栄養学的には「毎日、手のひら（の真ん中部分）程度の大きさの肉（タンパク質）は食べるべきです」とされてる。普段は簡単にできるのに遭難時にはそれができないので人々は苦しむことになる。
緊急ボックスの中には一般に、そういう事態も想定して「釣り針と釣り糸」（および、簡易的な、短い釣竿）も備えられているので、それを用いて魚を釣ろうと試みることになる。だが魚というのは、磯場や陸に近い海では比較的容易に釣れるが、大洋では短い釣り糸を垂らした程度では意外に釣れない。大洋のまっただ中では、面積あたりの魚が少ないのである。それでも根気よく毎日釣り糸を垂らしてを垂らしていると、運良く釣れることがある。魚が釣れたら、まず食べられる魚か判断する。自分が良く知っている魚なら安心して食べられる。ボックス備え付けのナイフでさばき、魚肉を食べる。寄生虫類がいないか、眼を皿にして観察し、もしいたら必ずナイフの先で取り除いてから食べる。
脂質は重量あたりのカロリーは高い。飽和脂質は非常時にはよいカロリー源である。ただし魚の脂肪でも消化できるものと、できない種類のものがあるので注意する。市販されているような広く知られている魚種の脂ならば基本的に大丈夫だが、一部には消化できない脂の魚種もいるので、それには注意する。また連食するとケトーシスになり、肝臓に負担をかけるのでそれも避ける。
また魚の脊髄周辺には、比較的塩分の少ない体液が蓄えられているので、丸ごと食べるか脊髄周辺の体液をすすることで水分を補給できる。
（当記事の末尾でも紹介している）『たった一人の生還』の実話では、長い漂流の期間中、何度かラフトの屋根に海鳥（アホウドリの類）が降りてきた時があったので、（何度も捕らえようとしたが最初は失敗つづきだったが）ついに脚をつかんで捕えることに成功し、さばいて食べた、という記録も残されている。
予備知識
統計的に言えば、男性よりも女性の方が、皮下脂肪が厚く基礎代謝が少ないため、生き延びられる日数はやや長い傾向がある。ただし、これは（女性として）「普通の体型」の場合の話であって、たとえ女性でも体型が「かなり痩せ型」の場合は不利であり、長くは生き延びられない。
寒い環境ではとりあえずは体温を上げるために、糖質や脂質が多い方が望ましい。だが1週間以上の長期戦では、糖質や脂質ばかりでは身体が持たない。
炭水化物は筋肉の運動のためのエネルギーを供給するのには好都合だが、細胞を維持すること役立っていない。細胞を維持するにはタンパク質やアミノ酸が必要であり、細胞にダメージを与えないためにはやはりタンパク質やアミノ酸が必要となる。
炭水化物は重量あたりのカロリーは低いが、代謝に伴い水分を発生し摂水欲求をやや下げる。
水が乏しい環境では、肉などのタンパク質を多く取ると、消化吸収に伴う腎臓での尿素排泄のために多くの水を必要とする。
塩分は、もし水が十分にある場合で暑い環境にいて脱水症状を起こしそうな場合には意識して取るようにするのが良いが、逆に水が足りない場合は余計な水の消費につながるので、とらないように心がける。
遭難した場合、食料をうまく確保した人のほうがうまく生還できている、という事故調査報告書が多い。基本的に脂肪の燃焼よりも食料を得た方が6-7割のエネルギーとして使いやすい。山で荒天時には、行動食でエネルギーを補給しつづけると行動が続けられる。行動食を絶やして数時間もすると、脚が動かなくなってくる。脚が動かなくなる、ということは、結果として避難行動が続けられない、身に危険が迫るということなので要注意なのである。
なお食料が尽きたとしても、すぐに絶望する必要はない。「空腹で苦しい」状態ではあるが、すぐには死なないからである。（普通の体型の人でも）3週間〜1か月ほどは余裕があるからである。身体は、胃や小腸の中の食料が尽きても、大腸（の中に残存している食料や便）からエネルギーを吸収しつづけている。もし大腸からのエネルギー供給も減って血中糖度が下がり始めたら、身体は代わりに、大量に（特にお腹、背中、太ももなどに）蓄えている脂肪を燃焼させエネルギーを調達しつづけるからである。そのかわり、食料を一切食べなくなると、1日あたり数百グラム程度ずつ体重が減ってゆく。だんだんと「痩せ型」になり、そして脂肪という形でされた「エネルギー備蓄」がついに尽きはじめると、身体はしかたなく筋肉のタンパク質の分解までしてエネルギーを調達することを開始する。筋肉まで減ってしまった「ガリガリ」体型になってゆき、それらの分解でエネルギーを調達することも限界に達した段階で死亡するのである。その期間が（普通の体型の人で）およそ3〜5週間程度なのである。
- コッヘルを持っておらず周囲に竹が生えている場合の調理法の例。東南アジアなどでは使える方法。

## 適切な体温の維持
体温異常は命にかかわる。着るものに配慮が必要である。
また体温を上げるためにはエネルギー源が必要で、糖質・脂質が必要となる。非常用の携行食としてはたとえばキャンディーやチョコレートなどが選ばれる。逆に体温を下げるためには水が必要で、同時に発汗によって失われる塩分を始めとするミネラル分を補給しないと、体調を崩して体力を余計に消耗する。
低体温症を避ける
低体温症は体の内側（直腸温度）が35度以下になると発生する。体温が26度以下では意識を失い、生命が危機的な状況である。山岳遭難や海洋遭難ではまず低体温症に気をつけなければならない。
高山で気象が荒れた場合の山岳遭難では、たとえ夏山でも、簡単に低体温症に陥ってしまう。高山は、平地とは気温も風速も異なっている。高山は風も強い。
気温が10度であっても風速10m/秒（時速36km。枝が揺れ、大きな旗がはためく程度）では、体感温度は0度に匹敵する（wind-chill。“風で萎縮”）。
山岳遭難では、低体温症で命を落としてしまうこともある。特に体表面が濡れ状態で風に吹かれると、深刻な事態に陥る。
（※）なお「体温」は直腸温を指しており、体温計で測定した体表の温度ではない。衣類を着用した場合の体感温度は風速と比例していない。
なおここ数十年では「荒天時には山では雨具（レインスーツ）を装着する」というのは登山者にとってはセオリーになっている。それはそれで正しいのだが、（実は、多くの登山者にとって盲点になっていることがあり）近年ではゴアテックスなど、透湿・防水の機能性素材でできたレインスーツを持参することが一般的になっているのだが、レインスーツの経年劣化が原因で水漏れが起き、雨天時に下着までずぶ濡れになる、という体験を実は多くの登山者が経験している。トムラウシ山遭難事故では、それも要因となって死者が増えてしまった。登山者はときどきレインスーツに防水スプレーをかけて防水性能を保とうとするものだが、地球温暖化対策のためにフロン系の防水スプレーが販売されなくなってしまい、防水スプレーの性能が落ちたことも、登山者のレインスーツの防水性能が低下する原因になっている。登山者は普段から「もし遭難したら」という想定は、ある程度はしているものだが、レインスーツの水漏れが起きたら新しいものに買い替えておく、ということも必要だ、ということになる。もし山に入ってしまってから自分のレインスーツの傷みに気づいた場合にできることはほとんど残されておらず、たとえば、もし大きなビニール袋を持参していれば、それを補助的にレインスーツの下に入れたり、あるいはレインスーツの上からそれをかぶる、という程度のことしかできない。
- 「イマージェンシー・ブランケット（emergency blanket）」や「レスキューシート」などと呼ばれるシートをリュックに入れておき、もし震えるくらい寒く感じたらそれで身を包めば低体温症を防げる。シートは百均でも売っている。
- テントを持っていない場合でも、周囲の枝を使い簡易的なシェルターを作ることができる。ブッシュクラフトの方法。
- ブルーシート1枚あるいはタープ1枚で屋根を作り夜間の体温低下を防げる。

海洋遭難の場合も、たとえば海水温が1桁台の時に海水に飛び込んだりすると、わずか数分ほどで「震えが止まらない」状態に陥り、10分もすれば気を失い命を失う。決して海水に落ちないようにして、着衣を濡らさないようにして救命いかだに乗り移らなければならない。そして救命いかだに乗り移ったら、互いに身体を寄せて体温を保つようにする。
熱中症を避ける
暑い時期は熱中症のほうも注意が必要で、たとえば気温が高すぎて体温が上がりすぎてしまった時や、水の補給が足りず体内の水分が減りすぎてしまった時や、ミネラル分を失った時などに起こる。たとえば湿度が高い状況（日本の梅雨時や夏は特に湿度が高い）、気温が比較的高い夏の低山での遭難で避難行動をしている時などでは熱中症にも注意が必要である。熱中症を防止策としては、気温が高い日ならこまめに水分・塩分・ミネラル分を補給することであり、できるだけ日差しを避け日陰に入ることである。なお熱中症になってしまった場合の応急処置は「衣服を緩めて楽な状態にして、水分を補給し、もし体を冷やす方法があるなら冷やす」であるが、実際には、意識がもうろうとし状態では当人は判断も応急処置もとれないので往々にしてそのまま死にいたる。グループで遭難した状況下でメンバーの誰かが熱中症に陥った場合は、木陰など比較的涼しい場所で休ませ、衣服をゆるめさせ、もしも水があれば水を飲ませ、もしもタオルもあれば濡れタオルを作ってやりそれで体表面を濡らし、団扇の代用に使えるものが何かあればそれで風を送り気化熱で体温を下げてやる。

## サバイバルの道具
過去のサバイバル事例において、ある物品がサバイバルに役立ったというものや、ある状況ではそれの有無が生死を別けたというようなものもある。以下に挙げるのは、役立つことが多いと認められている道具を中心に挙げ、状況ごとの道具の選択についても説明する。

### 地震や洪水のときに役立つ道具
懐中電灯・スマートフォン・携帯電話・モバイルバッテリー・充電アダプター。（携帯ラジオ）
地震や洪水ではしばしば停電も起きるので懐中電灯を持っていると役に立つ。近年ではLEDライトなど小型・軽量で長時間点灯可能なライトも市販されている（百均でも入手可能）。スマホは地震の時にも情報源になる。普段からNHKの災害情報アプリをダウンロード・インストールしておくとよい。電話機能については大地震発生直後は互いに連絡をとりあおうとする人々の数が多すぎて電話回線がパンクしてしまうが、ショートメッセージなどで安否確認をしたり、インターネット回線経由で災害情報サイトなどで避難に必要な情報を確認することができる。なお災害時には半日ほどするうちにバッテリー切れに陥ってしまう人も多いので（スマホと同サイズなどの）モバイルバッテリー、それと充電アダプターもあわせて携行するとよい。なお避難所にたどりつけた場合でも、たいていはコンセントの奪い合いになってしまうので、コンセントを分岐させる「コンセントタップ」という小さな部品も持っていると自分の電力を確保する苦労が減る。普段からモバイルバッテリ、充電アダプタ、コンセントタップは一緒に小袋に入れておくとよい。
なお災害時にはインターネット回線の一部まで不調になることがあるが、そんな場合は携帯ラジオならばNHKラジオにチャネルをあわせて受信すると災害関連情報が得られる。なお災害時を想定したワンセグとラジオの両方を受信できる「防災用ワンセグ受信機」の類も6千円〜1万円程度で販売されており、それも災害時には必要な情報を集めるのに役立つ。

### 陸上での遭難の場合

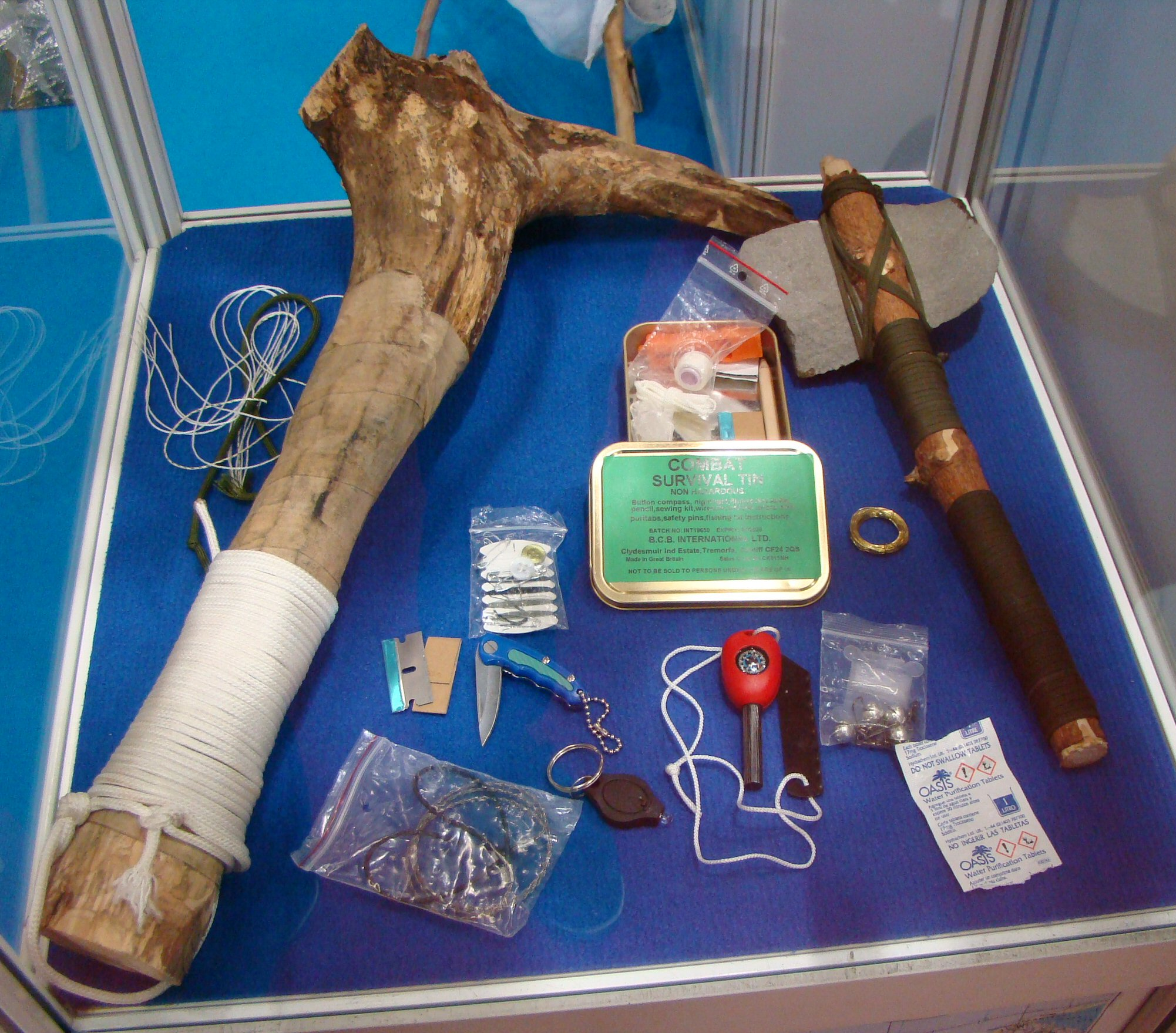
もし斧が必要になったら周囲を見回して石を見つけ他の石とぶつけて割り、枝と組み合わせて蔦（つた）で固定すれば斧になる。写真右端が現場で作る斧。

基本的な道具類から説明する。
衣服・レインスーツ
衣服は、気温が低い山岳では体温を保ち低体温症を防ぐために必要である。逆に乾燥地帯や砂漠など樹木がほぼ無く、日中に直射日光にさらされ続ける場所でも太陽光から身を守るためにやはり必要である（砂漠の民は白っぽくてゆるやかな服を着てターバン類を着用して体温の上昇を防ぐ）。山岳で荒天に遭遇した場合はレインスーツ類を着て、身体が濡れるのを防ぐ。
なお衣類は、負傷した時には、Tシャツなどを割いて包帯として使ったり、骨折時には衣類と添え木を組み合わせて患部を固定するのに使える（同様にタオル類も役に立つ）。
靴
基本的にはスニーカー、運動靴、トレッキングシューズなどが良い。逆に生き残るために良くない靴はハイヒール類であり、ハイヒール類はただでさえ困難な状況を一層困難にしてしまう。
地震の時は、ガラスを踏んで負傷してしまうことや釘の踏み抜きを防ぐため底の丈夫な靴が適している。地震発生時には自宅内でも窓ガラスや食器の破片で足を負傷してしまうことがあるので、普段から就寝時に寝室にスニーカー類を用意しておくことも、防災担当の省庁のサイトやニュース番組などで勧められている。火災事故や爆発事故などが発生した場合でも、スニーカーや運動靴が適している。
河川の氾濫などで洪水や浸水が起きた状況で移動しなければならない場合はスニーカー類が良いとされており、なおかつ靴紐をしっかりと締めるとよい。洪水の場合は、長靴は中に水がたまり重くなってしまいかえって移動を困難にさせるのでいけない、と政府もさかんに注意喚起している。
山岳で活動している状況でのサバイバルでは、もともと当然靴を履いているわけであり、山岳では皆基本的には一組の靴しか持参していないわけで、履いている靴をそのまま使う。靴は入山する前に決めるわけだが、基本的には登山靴やトレッキングシューズ類を選ぶ。段差の多い登山道で長時間移動する状況で、くるぶし・アキレス腱を負傷から守ることまで考えたら、足首あたりまで覆うデザインの靴のほうが若干有利である。
（かなり特殊な状況だが）もし無人島に流れついた状況で、意識を取り戻した時には靴を失っていて裸足だった、などという状況を想定した場合ならば、裸足のまま頑張る方法も一応はある（アフリカの草原の人々のように子供のころからずっと裸足に慣れていると足裏が丈夫になっておりまったく大丈夫）のだが、靴に慣れて足の皮膚が薄くなっている先進国の人々の場合の一般論としては、裸足で活動すると最初の1〜2日で足の裏の皮膚が破れて血だらけになってしまい、あまりの痛さに全く歩けなくなってしまう。歩けなくなることは生き残る上では大きな妨げになる。サバイバル番組でサバイバル術の達人が裸足で実験を開始した時に足裏を傷つけないないためにしばしば用いる技術としては、周囲にある草やワラ類を利用して簡易的なサンダルを作るという方法がある。つまり草鞋（ワラジ）を作るのである。基本的な作り方の手順を知っていれば、初めての人でもそれなりに作ることができる。
水の容器
ペットボトルでもポリタンクでもよい。水の容器はなにかと役に立つ。人は数時間もすれば喉が乾いてしまうわけで、手元に水を置いておくためには水の容器が必要である。水の容器はプラスチック製の「袋」でもよい。今どきは百均ショップでもキャンプ用品としても水容器のプラスチック袋が販売されており、また防災用品としても水容器のプラスチック袋が販売されている。水容器が無いと水が運べないわけだが、長期のサバイバルの場合は、結局、水場の周囲から離れて数日以上移動しつづけることがかなり困難になる。なお水容器はいわゆる「普通のビニール袋」でも代用可能である。堀江謙一は最初の太平洋横断の際、（お金が足りず、容器が十分に用意できず、しかたなく）水を大量のビニール袋に詰めてヨットに積んだ（ただし、ビニール袋は力をかけすぎると破れてしまうので、そっと優しく扱う必要はある）。
- 水を入れる容器
- テレビのサバイバル番組では、ペットボトルを持参していなければ落ちているペットボトルを拾いよく洗って使う、ということすら行う。

ビニール袋
特に45Lサイズなど大きなビニール袋（ポリ袋）は、簡易的な防寒具や、雨具が傷んだ場合の補助的な雨具としても使える。登山では、雨天時などリュックが濡れる場合を想定してシュラフや着替えの衣類を濡らさないために登山者はそれらをビニール袋で包んでからリュックに入れており、つまりリュック内にはビニール袋がいくつもあるのが普通の状態であるが、ビニール袋は嵩張らず軽いので、中級程度以上の登山者の多くが、破れた場合の予備として、また遭難時を想定して念のため、数枚程度は余分にリュックに入れて持参している。なおビニール袋全般が、水を蓄える容器としても使える。
紙
普通の紙もサバイバルには役にたつ。たとえば新聞紙類は体温が下がり低体温症になりそうな状況なら、胴のまわり、シャツの下、腹や背中あたりに入れるだけでとても暖かくなる。また火を起こす際の火口に使える。また清潔な紙ならば、傷口に当てるなどしても利用できる。遭難し捜索隊が出ていると考えられる場合、人員や状態や行動予定などを捜索隊に向けてメッセージとして残せば、発見される可能性や生き残る可能性が増す。
点火のための道具（マッチ・ライターなど）
火があれば、あまり清潔ではない水を沸騰して飲める水にできる。生のままでは食べるのに適さないものも加熱調理できる。また寒い場合は暖をとるのに役立ち、日中の煙や夜間の光で捜索隊から発見される確率を高めてくれる。着火法として、なお木の枝などの先端をとがらせて先端を別の太い枝などに押し付けて両手で回転させて摩擦熱で着火させることは一応は（理屈の上では）可能で、サバイバルの実験番組などでもサバイバル技術の達人級の人が実演してみせている。だが、摩擦熱で着火させるにはうまくいった場合でも30分〜1時間ほどの時間が必要で、サバイバル技術の達人でも体力の消耗がかなり激しい。普通の人々の場合は大半は必死に1時間以上挑戦しても結局着火には失敗する。しかもその努力の過程でしばしば手のひらの皮がむけて血が出てきてしまう（手に怪我を負うことはサバイバルの大きな妨げになる）ので、結論を言うと、摩擦熱で着火するのはあくまで「好条件が整っている場合に、一部の人は着火に成功することがある」という程度に考えて、基本的には火を起こす場合は、普通の人ならマッチやライターなどを持っていないとかなり困難だ、摩擦で着火するのは避けるのが賢明だ、と理解しておいたほうがよい。その意味で、火を起こすにはマッチやライターが必要になる。
長期のサバイバルでは、マッチやライターを消耗しないように気をつける。一旦火を起こしたら、その火を長時間絶やさないようにする。火を起こす場所を決めたら、その場所に枯れ枝などをあらかじめ十分に集めてから、着火する。着火してから、枝を探しているようでは間に合わず火が消えてしまうわけであり、そんなことを何度も繰り返せば大切なマッチやライターを消耗してしまう。なお、もし凸レンズや凹面鏡類を持参していたら、晴天の日中なら着火できる。
ナイフ 類
サバイバルの基本は「空気・水・食料」であるが、ナイフは3番目に重要な食料関連で役立つことがある。ただ、必須ではない。テレビなどのサバイバルの実証実験ではしばしば「ナイフ無し」の状況を作って実験しているが、あれこれと工夫することで一応問題なく生き延びられることが分かっている。
なお日本国内では銃刀法・軽犯罪法など、法令により一定の刃渡り以上のナイフの携行が基本的に禁止されている。たとえば刃渡り15cm以上で短刀のような形状のナイフは携行禁止。形状によっては5.5cm以上でも禁止である。旅客機搭乗の際にも手荷物に刃物の類が持ち込めない。したがって、もともと山岳や海洋で活動する予定で念ためにナイフを備えておく場合でも、せいぜい刃渡り5cm程度（5.5cm）などきわめて小さなナイフにしておいたほうが何かとトラブルを避けられる。5cm程度の刃渡りでもブッシュクラフトに使え、木の枝を加工して即席でさまざまな道具をつくることができる。
ナイフを持参していない状態で遭難した場合でも、もしガラス質を含んだ石が多い場所ならば、そうした石と石をぶつけてうまく割れれば石器になり簡易的なナイフとして使える。
針と糸数時間〜数日程度の短期のサバイバルでは基本的には必要ないが、1週間以上のサバイバルでは衣類がほつれてくることはそれなりに増えるので縫い針と糸が役に立つことがある。小さな裁縫セット（百均でも売っている）をリュックや非常用袋に入れておくと役立つかも知れない。皮革類は普通の縫い針では革を貫通せず、専用の頑丈な針を使わなければ補修できない。針を通すために手では力が足りずペンチなども使うくらいなので、普段から革の補修をしていないような人には基本的には無理な作業である。遭難時は道具が足りずなおさら無理だと考えたほうがよい。

### 海洋遭難のサバイバルの道具
救命胴衣（ライフジャケット）
救命胴衣（ライフジャケット）を着用さえしていれば、水難事故に遭った人の8割ほどが助かる。逆にライフジャケットを着用しないと助かる率はわずか24%ほどに低下してしまう。これは海上保安庁の広報ページでも説明されていることであるし、小型船舶操縦士の教科書などにも書かれている、基本的で重要なことである。
救命いかだ（ライフラフト）
ある程度以上の大きさの船なら救命いかだを備えることになっている。小型のボートの場合は備えていない場合があり、救命いかだが無いことが原因で死者が増えてしまうことがある。知床遊覧船沈没事故でも事故を起こした遊覧船は救命いかだを備えていなかった。
イパーブ
イパーブ (EPIRB: Emergency Position Indicating Radio Beacon) は救難要請の信号を発信する装置である。船が沈没しそうになったり船舶火災で船から脱出しなければならないなど、救命いかだ類に逃げ込む時はイパーブを持っていかだに逃げ込み、スイッチを入れる。
普段からイパーブの点検をしておくことが大切。特に多いのは、バッテリー切れを起こしたまま放置してしまうというミスである。本発信用のボタンのほかに、試験用の発信ボタンがあり、そちらの試験用のボタンを押して作動するか確認しておくことが必要。いざ遭難した時にバッテリーの残量不足でイパーブが作動しないと陸の人々に遭難に気づいてもらえない。潮流や風に流され陸から離れて大洋を数か月にもわたって漂流するというパターンに陥り、救命いかだに退避した人が次々と餓死してゆくという地獄のような体験をする羽目に陥る。
救命いかだの中の緊急ボックス
緊急時の水、食料、釣り針と釣り糸と簡易式の短い釣り竿、レスキューシート（断熱シート）などが入っている

## 兵士の場合のサバイバル

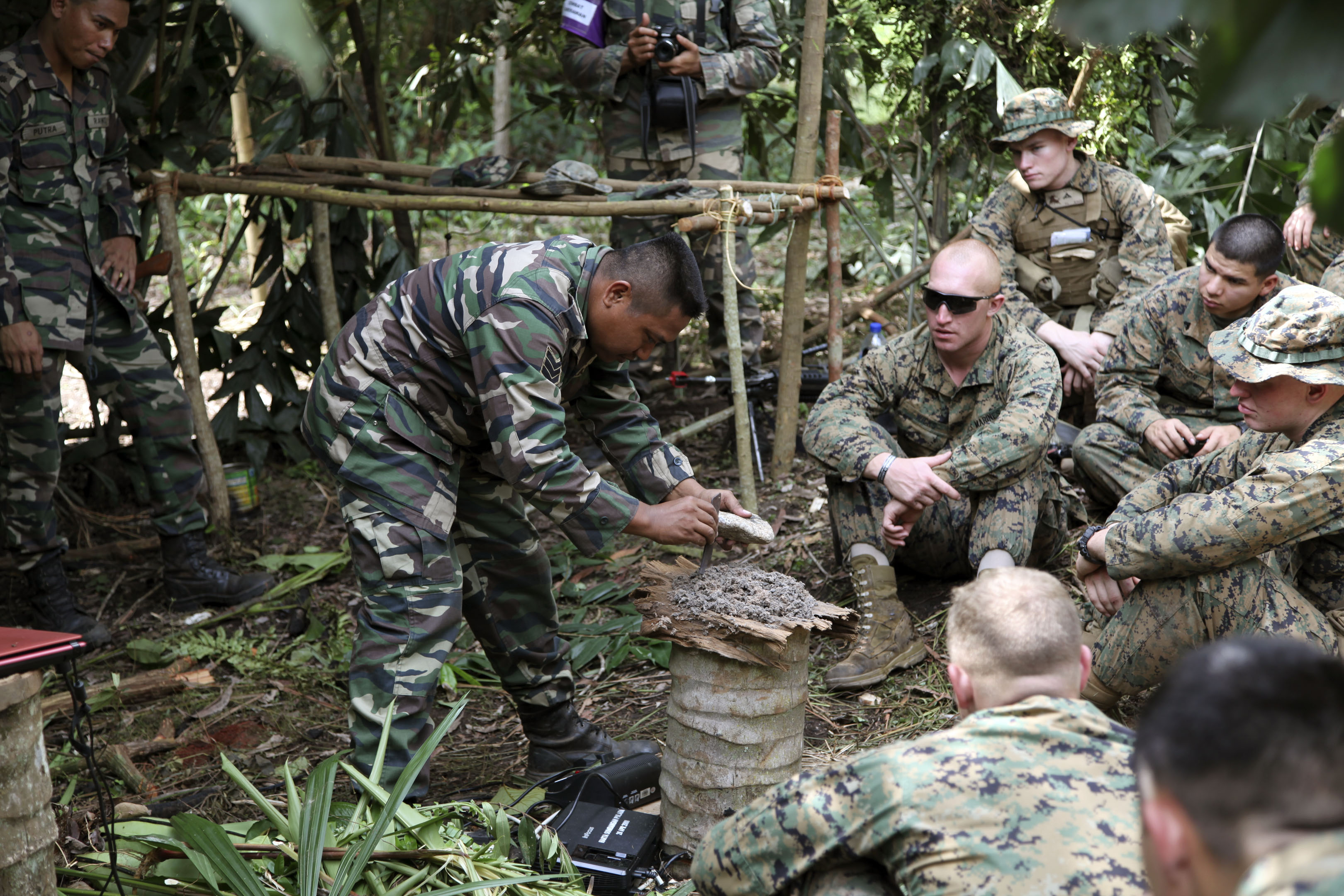
マレーシア陸軍兵士からジャングルでのサバイバルについて講習を受けるアメリカ海兵隊員

軍事関係の本では別の角度からサバイバルが解説されている。「サバイバルにおいて、最も重要なことは、安全な場所を確保することである」などと書かれている。ある程度快適な場所を確保することが出来れば、生き抜こうとする意志を保ち続けることができるが、暑さや寒さで消耗してしまえば、たとえ十分な水や食料があっても、絶望してしまうのであると書かれている。
短期間の場合は、まず安全な場所まで退避・到達するまでが第一のサバイバルである。人は飲まず食わずでも3日間は生存可能である（幼児を除けば、老若男女の差はあまり無いらしい。ただし健康な場合に限る）ので、まず最初の最重要課題は「安全な場所・安全な空間の確保」であり、その際にはその場所に退避・到達するための手段や道具が必要となる。
まず安全な場所にたどりついてから、次に重要なことである「水と食料の確保」を行うことになる。

## サバイバル状況が発生した事件・事故

### 集団的事例
タイタニック号の沈没（1912年4月14日）
豪華客船タイタニック号が氷山に衝突、2,200名以上の乗客が凍て付く北大西洋のニューファウンドランド沖の海に投げ出された。低い水温により、浮遊物にしがみ付いて助けを待っていた人の大半が低体温症によって意識を失い、溺死した。同事故では、ただでさえ少ない救命艇が、パニックに陥った船員の誤った判断により、定員に満たないまま降ろされるという不手際もあって、結果1,503名が死亡したとされる。当時の天候は気温と水温が低く、長時間濡れたままでは、いずれにしても低体温症による意識喪失が起こったわけだが、微風であったことから、漂流物によじのぼっていた方がより長く救助を待てたようである。沈没の2時間後、他船によって救助されたがほとんど亡くなっている中で2名が生存していた。医学検査の結果、飲酒して血中アルコール度が高いことぐらいの差しかなかったことで特例ケースとなっている。
阪神・淡路大震災（1995年1月17日）
早朝の午前5時46分頃、兵庫県神戸市を中心とした都市直下型地震が発生した。人口が密集して木造建築が多い地域に、火災が多く発生した。また、「欠陥住宅」の問題が露呈し、家具の下敷きになって死亡する事故も発生した。阪神高速道路も地震の影響を強く受け、根元からひっくり返って倒壊し、コンクリート建築の欠陥が露呈した。都市機能が復旧した後も、仮設住宅で生活していた人を中心に孤独死する者も出て、街の復興の裏で個人レベルではなかなか生活の復旧が進まなかったことも問題の一つにあがっており、後の都市災害における援助の在り方に幾つかの課題を投げ掛けている。
ニューヨーク世界貿易センタービル崩落（2001年9月11日）
この事件では、炎上中のビルで停電が発生し、初期の段階では非常階段を使って脱出できたという説もあるが、照明が失われて脱出経路が判り難く、ビルに取り残されたままになった人も多かったとされる。また航空機衝突の際に飛び散った破片や瓦礫が周辺地域に降り注ぎ、これらの落下物による負傷者も多数発生した。
東日本大震災（2011年3月11日）
津波により孤立した建物が数多く発生した。自衛隊がヘリによる上空からの救助活動を行った。

### 個人・少人数の事例
ジャングルにおける残留日本兵の例
- 小野田寛郎
- 横井庄一
- 中村輝夫（漢名：李光輝、本名：スニオン）
- 島田覚夫

山中・山野における例
- 劉連仁
- 加村一馬 - 13歳で家出し、山中で43年間サバイバル生活を営み「洞窟オジさん」として知られる。
- 服部文祥
- ホー・バン・ラン
- ロチョム・プニン

孤島・孤立地帯における例
- アナタハンの女王事件
- アレキサンダー・セルカーク（小説『ロビンソン・クルーソー』のモデル）
- ひかりごけ事件

漂流における例
- 佐野三治
- 武智三繁

## サバイバル状況を扱った作品
過去の現実のサバイバル事例の記録（ドキュメンタリー、ノンフィクション類）は、非常に優れた情報や教訓を含んでいる。
一方、フィクションの場合は、話を盛り上げ読者や視聴者を楽しませるために「嘘」が満載されており、結局「作り話」を語っているにすぎないので、たとえ実際の事件等を「題材」にしてはいても、実際にはほとんど参考にはならない。

### 実際のサバイバル状況を扱った記録
漂流（著：吉村昭）ISBN 978-4103242123
江戸時代に船の難破で伊豆諸島の鳥島へ漂着し、12年に及ぶ無人島生活の末に故郷へ帰還した野村長平の史実を基にしたドキュメンタリー。
無人島に生きる十六人（著：須川邦彦）ISBN 4-10-1103216
1899年に太平洋上のパールアンドハーミーズ環礁で座礁した帆船・龍睡丸の乗組員16人が近くの無人島に上陸し、3か月以上の生活を経て全員生還した実話。
『エンデュアランス号漂流』（著：アルフレッド・ランシング） ISBN 4-10-537301-3
南極圏で探検船が難破するという絶望的な状況にもかかわらず、隊長のアーネスト・シャクルトンをはじめとする28人の隊員の超人的な努力で、22か月後全員が奇跡の生還を成し遂げた。（帝国南極横断探検隊参照）
大西洋漂流76日間（著：スティーヴン・キャラハン　訳：長辻象平）ISBN 4-15-050230-7
1982年2月4日深夜に乗っていたヨットが転覆、小さな救命いかだに乗って漂流し、手製の銛と頼りない蒸留器だけで生命を繋ぎ、76日後に救助されたヨット乗りの手記。（ノンフィクション）
たった一人の生還（著：佐野三治）ISBN 4-10-136711-6
国際外洋ヨットレース「トーヨコカップ・ジャパン―グアムヨットレース'92」に参加した「たか号」が転覆、6人がライフボードに乗って漂流、27日後に救助され生還した人物の体験記。
孤島の冒険（著：ニコラーイ・ヴヌーコフ　訳：島原落穂、1998年）ISBN 4-494-02734-0
船から波にさらわれ、千島列島の無人島に漂着した14歳の少年が一人で47日間を生き抜いた実話。
ドキュメント気象遭難（著：羽根田治） ISBN 4-635-14004-0
生きてこそ (映画)
原題『Alive!』。ウルグアイ空軍機571便遭難事故に遭ったウルグアイの学生ラグビーチームほか45人の乗客達。全員絶望と見做され捜索も打ち切られる中で、72日後に16人が生還するまでの苦闘を描く。（ノンフィクション）　この事故はほかにも「アンデスの聖餐」「アンデス地獄の彷徨」などで数回映画化されているほか、書籍化もされている。
The 33
コピアポ鉱山落盤事故の再現ドキュメント。

### TVショー
MAN vs. WILD(ディスカバリーチャンネル)
冒険家のベア・グリルスが世界中の無人地帯で実際にサバイバルの知識や技術を実演するTVショー。

### サバイバルを題材としたフィクション

#### 小説とその派生作品
- ロビンソン・クルーソー（著：ダニエル・デフォー、1719-1720年）
- スイスのロビンソン（著：ヨハン・ダビット・ウィース、1812年）
  - スイスファミリーロビンソン（映画、監督：ケン・アナキン、1960年）
  - 家族ロビンソン漂流記 ふしぎな島のフローネ（アニメ、世界名作劇場、1981年）
- 神秘の島（著：ジュール・ヴェルヌ、1874年）
- 十五少年漂流記（著：ジュール・ヴェルヌ、1880年）
- 蝿の王（著：ウィリアム・ゴールディング、1954年）
- ホワイトアウト（著：真保裕一、1995年） ISBN 4-10-127021-X
- 嵐の中の子どもたち（著：アイバン・サウスオール 訳：小野章　評論社刊 ISBN 4566022641）
  - 嵐の直撃を受け、孤立してしまった山奥の村ヒルズ・エンド。そこに、一人の教師と7人の子ども達が取り残されてしまった。水も食糧もない荒れ果てた村で、疲労や恐怖と闘う彼らの3日間の物語。劇団四季が更にヘンリー・ウィンターフェルトの「子どもだけの町」を組み合わせて舞台化。
- 砂漠のサバイバル・ゲーム（著：ブライアン・ガーフィールド、1979年）
  - 食物はおろか衣服すらない状況で砂漠に取り残された4人の男女のサバイバルを描く。
- バトル・ロワイアル（著：高見広春、1999年）

#### 漫画
- 漂流教室（著：楳図かずお、1972-1974年）
- 町から来た山猿（著：滝瀬尚信、1974年）[13]
- サバイバル（著：さいとう・たかを、1976-1978年）
- ブレイクダウン（著：さいとう・たかを）
- 飛ぶ教室（著：ひらまつつとむ、1985年）
- 14歳（著：楳図かずお、1990-1995年）
- ドラゴンヘッド（著：望月峯太郎）
- 7SEEDS（著：田村由美、2001年-）
- 科学漫画サバイバルシリーズ（アイセウム社・朝日新聞出版、2008年-）
- エデンの檻（著：山田恵庸、2008年-2013年）
- 自殺島（著：森恒二、2008年-2016年）
- ワイルド・ハニー・ワールド（著：後藤晶、2012年-2013年）
- Dr.STONE（原作：稲垣理一郎、漫画：Boichi、2017年-）
- 創世のタイガ（森恒二、2017年-）
- ソウナンですか?（原作：岡本健太郎、漫画：さがら梨々、2017年-2022年）

#### 映像作品
- マタンゴ（映画、監督:本多猪四郎、1963年）
- 銀河漂流バイファム（アニメ、1983年）
  - 「十五少年漂流記」の舞台を未来宇宙に変えたもの。
- キャスト・アウェイ（映画、監督：ロバート・ゼメキス、2000年）
- LOST（テレビドラマ、2004年- ）
- 無限のリヴァイアス（アニメ、1999年-2000年）
- 無人惑星サヴァイヴ（アニメ、2003年-2004年）
- 突然!サバイバル（テレビドラマ、2005年-2007年）
- ライフ・オブ・パイ（映画、監督：アン・リー、2013年）-  『大西洋漂流76日間』の著者、スティーブン・キャラハンがサバイバル・シーンのアドバイザーに起用された。
- サバイバルファミリー（映画、監督：矢口史靖、2017年）
- 残された者 -北の極地-（映画、監督：ジョー・ペナ、2018年） アイスランドの映画
- ペンディングトレイン-8時23分、明日 君と（テレビドラマ、2023年）